# Campionato Italiano Velocità 2024
Quella del 2024 è la centotreesima edizione del campionato italiano velocità. 

## Stagione
La stagione inizia nel fine settimana del 6/7 aprile a Misano e termina il 29 settembre a Imola per un totale di dodici gare in calendario. La gara notturna viene nuovamente confermata in quest'annata e si svolge sempre durante la seconda prova a Misano. Tra le novità regolamentari vi è l'introduzione del monogomma Dunlop esteso a tutte le classi, l'azienda britannica diviene inoltre Title Sponsor dell'evento.

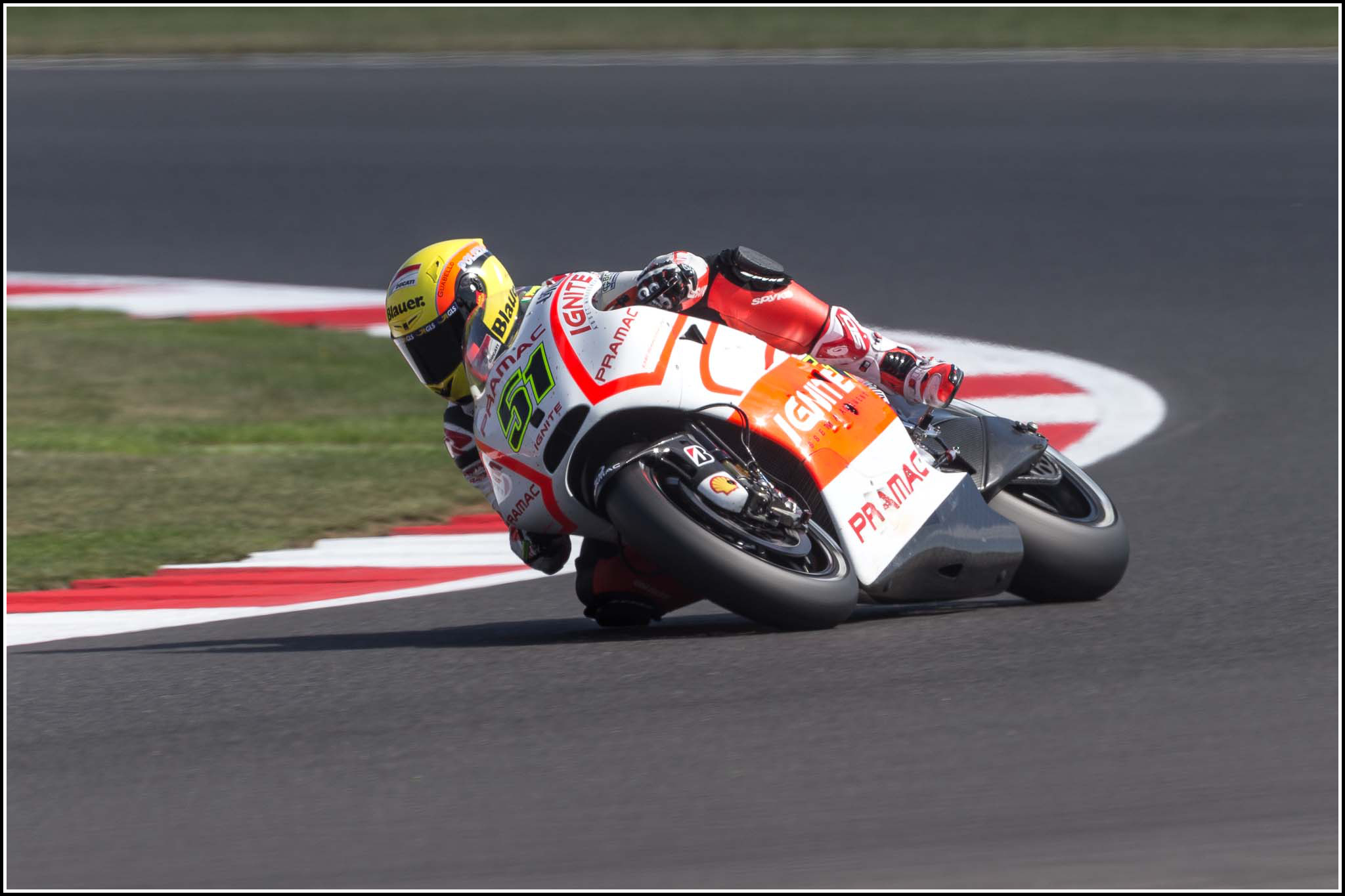
Michele Pirro, qui immortalato nel Motomondiale 2013, campione italiano per la decima volta nel 2024.

In Superbike Michele Pirro centra il suo decimo titolo italiano (solo altri due piloti sono riusciti fin qui ad arrivare a doppia cifra: Giacomo Agostini e Tarquinio Provini). Il pilota di Barni Racing sale in testa alla classifica già ad inizio campionato e la mantiene fino al termine con sette vittorie su dodici gare; alle sue spalle, nuovamente vice-campione è Alessandro Delbianco, vincitore in tre occasioni, terzo posto per il portacolori di Aprilia Samuele Cavalieri. Tra i costruttori quarto titolo consecutivo per Ducati con quasi quaranta punti di margine su Yamaha, terzo posto per Aprilia vincente in gara due nella seconda prova al Mugello. Davide Stirpe conquista il suo terzo titolo italiano Supersport, il primo con Ducati, grazie alla costanza di risultati: sempre a punti e con tre vittorie che gli consentono di arginare la rimonta di Luca Ottaviani giunto a sole cinque lunghezze. Terzo posto con prima vittoria di categoria per Leonardo Taccini. Sei vittorie su dodici gare e sempre almeno un pilota sul podio per Ducati che conquista il titolo costruttori con oltre quaranta punti di margine su MV Agusta (vincente in cinque occasioni). La restante prova: gara uno a Vallelunga, va a Yamaha terza, più staccate le altre case costruttrici.
Il titolo della Supersport 300 va ad Alfonso Coppola, l'esperto pilota campano già vice-campione mondiale nel 2017, porta a termine tutte le gare previste raccogliendo sempre punti; per il Team Pedercini si tratta del secondo titolo dopo quello del 2022. Secondo, a soli due punti da Coppola, si posiziona Emanuele Cazzaniga su Yamaha e vincitore di quattro prove. Terzo posto e due vittorie per Giacomo Zannoni. Tra i due costruttori impegnati in questa categoria prevale Kawasaki con cinquanta punti di margine su Yamaha. Con undici piazzamenti a podio su dodici gare (tra cui otto vittorie) lo spagnolo Marco Ruda bissa il successo dell'annata precedente di Vicente Pérez in Moto3. 2WheelsPoliTo, protoripo realizzato dal Politecnico di Torino, conquista così quattro titoli (tra piloti e costruttori) in due anni arrivando ad imporsi come punto di riferimento della categoria. Secondo posto per Cristian Lolli, su BeOn, dieci volte sul podio in stagione. Terzo Elia Bartolini, impegnato contestualmente anche nel mondiale Supersport 300, con due vittorie al Mugello.

## Calendario
Dove non indicata la nazionalità si intende pilota italiano.
| Nº | Data                         | Gran Premio | Vincitore Superbike  | Vincitore Supersport | Vincitore Supersport 300 | Vincitore Moto3 |
| -- | ---------------------------- | ----------- | -------------------- | -------------------- | ------------------------ | --------------- |
| 1  | 5, 6 e 7 aprile              | Misano 1    | Michele Pirro        | Luca Ottaviani       | Kevin Sabatucci          | Marcos Ruda     |
| 1  | 5, 6 e 7 aprile              | Misano 1    | Michele Pirro        | Andrea Mantovani     | Kevin Sabatucci          | Marcos Ruda     |
| 2  | 24, 25 e 26 maggio           | Vallelunga  | Michele Pirro        | Lorenzo Dalla Porta  | Emanuele Cazzaniga       | Marcos Ruda     |
| 2  | 24, 25 e 26 maggio           | Vallelunga  | Michele Pirro        | Davide Stirpe        | Alfonso Coppola          | Marcos Ruda     |
| 3  | 21, 22 e 23 giugno           | Mugello 1   | Alessandro Delbianco | Emanuele Pusceddu    | Giacomo Zannoni          | Marcos Ruda     |
| 3  | 21, 22 e 23 giugno           | Mugello 1   | Michele Pirro        | Davide Stirpe        | Chris Wright             | Marcos Ruda     |
| 4  | 2, 3 e 4 agosto              | Misano 2    | Michele Pirro        | Leonardo Taccini     | Salvatore Germano        | Cristian Lolli  |
| 4  | 2, 3 e 4 agosto              | Misano 2    | Alessandro Delbianco | Luca Ottaviani       | Alfonso Coppola          | Marcos Ruda     |
| 5  | 30 e 31 agosto, 1º settembre | Mugello 2   | Michele Pirro        | Davide Stirpe        | Emanuele Cazzaniga       | Elia Bartolini  |
| 5  | 30 e 31 agosto, 1º settembre | Mugello 2   | Luca Bernardi        | Luca Ottaviani       | Giacomo Zannoni          | Elia Bartolini  |
| 6  | 27, 28 e 29 settembre        | Imola       | Alessandro Delbianco | Luca Ottaviani       | Emanuele Cazzaniga       | Erik Michielon  |
| 6  | 27, 28 e 29 settembre        | Imola       | Lorenzo Zanetti      | Luca Ottaviani       | Emanuele Cazzaniga       | Marcos Ruda     |

## Classifiche

### Superbike

#### Piloti Iscritti
Dove non indicata la nazionalità si intende pilota italiano. Tutte le motociclette in competizione sono equipaggiate con pneumatici forniti dalla Dunlop.
| Nº | Pilota               | Motoclub                   | Squadra                           | Motocicletta |
| -- | -------------------- | -------------------------- | --------------------------------- | ------------ |
| 1  | Lorenzo Zanetti      | Lumezzane                  | Broncos Racing Team               | Ducati       |
| 3  | Jarno Ioverno        | TTN Racing                 | 322 Racing Service                | BMW          |
| 13 | Álvaro Díaz          | RFME                       | Moto X Racing                     | Yamaha       |
| 19 | Luca Bernardi        | Titano                     | Nuova M2 Racing                   | Aprilia      |
| 30 | Alberto Butti        | Amicibikers                | Barni Spark Racing Team           | Ducati       |
| 33 | Flavio Ferroni       | Rosso Italiano             | The Blacksheep Team               | Yamaha       |
| 34 | Kevin Manfredi       | Viadana                    | Penta Motorsport                  | Suzuki       |
| 36 | Lorenzo Gabellini    | Spoleto                    | SLP Corse                         | BMW          |
| 51 | Michele Pirro        | G.S. Fiamme Oro Milano     | Barni Spark Racing Team           | Ducati       |
| 52 | Alessandro Delbianco | Viadana                    | DMR Racing                        | Yamaha       |
| 53 | Gianluca Sconza      | Piccole Pesti              | SLP Corse                         | BMW          |
| 70 | Luca Vitali          | Paolo Tordi                | Scuderia Improve by Firenze Motor | Honda        |
| 73 | Simone Saltarelli    | Adriatica Racing           | TCF Racing Team                   | Honda        |
| 76 | Samuele Cavalieri    | Paolo Tordi                | Nuova M2 Racing                   | Aprilia      |
| 77 | Dominique Aegerter   | FMS                        |                                   | Yamaha       |
| 84 | Riccardo Russo       | Piccole Pesti              | DMR Racing                        | Yamaha       |
| 90 | Daniele Zinni        | F. Pietrinferni            | Bike e Motor Racing Team          | BMW          |
| 93 | Roberto Mercandelli  | Biassono Fabrizio Pirovano | Broncos Racing Team               | Ducati       |

| Legenda            |
| ------------------ |
| Pilota wildcard    |
| Pilota sostitutivo |

#### Classifica Piloti[56]
| Pos. | Pilota               | Moto    | 1 MIS1 | 2 MIS2 | 3 VAL1 | 4 VAL2 | 5 MUG1 | 6 MUG2 | 7 MIS1 | 8 MIS2 | 9 MUG1 | 10 MUG2 | 11 IMO1 | 12 IMO2 | P.ti |
| ---- | -------------------- | ------- | ------ | ------ | ------ | ------ | ------ | ------ | ------ | ------ | ------ | ------- | ------- | ------- | ---- |
| 1    | Michele Pirro        | Ducati  | 1      | 1      | 1      | 1      | Rit    | 1      | 1      | 4      | 1      | 2       | 2       | 6       | 238  |
| 2    | Alessandro Delbianco | Yamaha  | 7      | 2      | 3      | 8      | 1      | 4      | 2      | 1      | Rit    | 3       | 1       | 2       | 197  |
| 3    | Samuele Cavalieri    | Aprilia | 2      | 4      | 5      | 3      | 2      | 7      | 5      | 3      | 4      | 5       | 3       | 3       | 172  |
| 4    | Luca Bernardi        | Aprilia | Rit    | 3      | 4      | 2      | 3      | 5      | 3      | 5      | 2      | 1       | Rit     | 4       | 161  |
| 5    | Riccardo Russo       | Yamaha  | 8      | 11     | 7      | 6      | 4      | 6      | 8      | 6      | 3      | 4       | 6       | 7       | 121  |
| 6    | Simone Saltarelli    | Honda   | 5      | 5      | 13     | 5      | 6      | 3      | 6      | 7      | 11     | 9       | 5       | 5       | 115  |
| 7    | Luca Vitali          | Honda   | 6      | 7      | 6      | NC     | 5      | 2      | 7      | 9      | 8      | 7       | 8       | Rit     | 101  |
| 8    | Lorenzo Gabellini    | BMW     | 4      | 6      | 8      | 7      | 7      | Rit    | 9      | 8      | 7      | Rit     | 7       | 8       | 90   |
| 9    | Gianluca Sconza      | BMW     | 12     | 8      | 12     | 11     | 10     | 10     | 14     | 13     | 10     | 10      | 11      | 12      | 59   |
| 10   | Roberto Mercandelli  | Ducati  | 3      | Rit    | 2      | 4      | NP     | NP     |        |        |        |         |         |         | 49   |
| 11   | Alberto Butti        | Ducati  | Rit    | 13     |        |        | Rit    | 8      | 10     | 10     | 5      | 8       | 9       | Rit     | 49   |
| 12   | Álvaro Díaz          | Yamaha  |        |        | Rit    | Rit    | 8      | 9      | 13     | 11     | 6      | 6       |         |         | 43   |
| 13   | Lorenzo Zanetti      | Ducati  |        |        |        |        |        |        |        |        |        |         | 4       | 1       | 38   |
| 14   | Jarno Ioverno        | BMW     | 10     | Rit    | 9      | 9      | 9      | Rit    | 12     | Rit    |        |         | 11      | NP      | 36   |
| 15   | Dominique Aegerter   | Yamaha  |        |        |        |        |        |        | 4      | 2      |        |         |         |         | 33   |
| 16   | Kevin Manfredi       | Suzuki  | Rit    | 9      | [ 57 ] | [ 57 ] | Rit    | NP     | 11     | Rit    | 9      | Rit     | 10      | 9       | 32   |
| 17   | Daniele Zinni        | BMW     | 11     | 12     | 10     | 12     |        |        | Rit    | 12     |        |         | Rit     | 10      | 29   |
| 18   | Flavio Ferroni       | Honda   | 9      | 10     | 11     | 10     |        |        |        |        |        |         |         |         | 24   |
| Pos. | Pilota               | Moto    | 1 MIS1 | 2 MIS2 | 3 VAL1 | 4 VAL2 | 5 MUG1 | 6 MUG2 | 7 MIS1 | 8 MIS2 | 9 MUG1 | 10 MUG2 | 11 IMO1 | 12 IMO2 | P.ti |

| Legenda | 1º posto        | 2º posto            | 3º posto           | A punti      | Senza punti        | Grassetto – Pole position Corsivo – Giro più veloce |
| Legenda | Gara non valida | Non qual./Non part. | Ritirato/Non class | Squalificato | '-' Dato non disp. | Grassetto – Pole position Corsivo – Giro più veloce |

#### Classifica Costruttori[58]
| Pos. | Costruttore | 1 MIS1 | 2 MIS2 | 3 VAL1 | 4 VAL2 | 5 MUG1 | 6 MUG2 | 7 MIS1 | 8 MIS2 | 9 MUG1 | 10 MUG2 | 11 IMO1 | 12 IMO2 | P.ti |
| ---- | ----------- | ------ | ------ | ------ | ------ | ------ | ------ | ------ | ------ | ------ | ------- | ------- | ------- | ---- |
| 1    | Ducati      | 1      | 1      | 1      | 1      | Rit    | 1      | 1      | 4      | 1      | 2       | 2       | 1       | 253  |
| 2    | Yamaha      | 7      | 2      | 3      | 6      | 1      | 4      | 2      | 1      | 3      | 3       | 1       | 2       | 215  |
| 3    | Aprilia     | 2      | 3      | 4      | 2      | 2      | 5      | 3      | 3      | 2      | 1       | 3       | 3       | 209  |
| 4    | Honda       | 5      | 5      | 6      | 5      | 5      | 2      | 6      | 7      | 8      | 7       | 5       | 5       | 132  |
| 5    | BMW         | 4      | 6      | 8      | 7      | 7      | 10     | 9      | 8      | 7      | 10      | 7       | 8       | 102  |
| 6    | Suzuki      | Rit    | 9      |        |        | Rit    | NP     | 11     | Rit    | 9      | Rit     | 10      | 9       | 32   |

### Supersport
Dove non indicata la nazionalità si intende pilota italiano. Tutte le motociclette in competizione sono equipaggiate con pneumatici forniti dalla Dunlop.

#### Classifica Piloti[59]
| Pos. | Pilota                | Moto            | 1 MIS1 | 2 MIS2 | 3 VAL1 | 4 VAL2 | 5 MUG1 | 6 MUG2 | 7 MIS1 | 8 MIS2 | 9 MUG1 | 10 MUG2 | 11 IMO1 | 12 IMO2 | P.ti |
| ---- | --------------------- | --------------- | ------ | ------ | ------ | ------ | ------ | ------ | ------ | ------ | ------ | ------- | ------- | ------- | ---- |
| 1    | Davide Stirpe         | Ducati          | 2      | 3      | 5      | 1      | 3      | 1      | 5      | 2      | 1      | 2       | 3       | 4       | 218  |
| 2    | Luca Ottaviani        | MV Agusta       | 1      | Rit    | 2      | 3      | [ 60 ] | 3      | 3      | 1      | 2      | 1       | 1       | 1       | 213  |
| 3    | Leonardo Taccini      | Ducati          | 6      | 4      | 8      | 5      | 7      | 6      | 1      | 3      | 5      | 5       | 11      | 12      | 133  |
| 4    | Andrea Mantovani      | Ducati          | 3      | 1      | [ 57 ] | [ 57 ] | 2      | 2      | 4      | 13     | Rit    | 3       | Rit     | 3       | 129  |
| 5    | Stefano Valtulini     | Yamaha          | 5      | Rit    | 4      | 4      | 5      | 10     | 6      | Rit    | 3      | 4       | 4       | 5       | 117  |
| 6    | Alessandro Sciarretta | Ducati          | 8      | 5      | 6      | 2      | 10     | 12     | 8      | 4      | 6      | 11      | 5       | 6       | 116  |
| 7    | Andrea Giombini       | Ducati          | 4      | 2      | 3      | Rit    | [ 60 ] | 32     | 7      | 18     | 4      | 6       | 2       | Rit     | 101  |
| 8    | Lorenzo Dalla Porta   | Yamaha          | 7      | Rit    | 1      | Rit    | 4      | 4      | 2      | 14     |        |         |         |         | 82   |
| 9    | Marco Bussolotti      | Ducati          | 9      | 9      | 9      | 13     | 6      | 5      | 9      | 6      | 13     | Rit     | 9       | 10      | 78   |
| 10   | Simone Saltarelli     | Ducati          | 14     | Rit    | 7      | 6      | 12     | 25     | Rit    | 8      | 9      | 12      | 7       | 8       | 61   |
| 11   | Nicolò Castellini     | MV Agusta       | Rit    | Rit    | 12     | 8      | 11     | 8      | 29     | 5      | 12     | Rit     | 6       | 7       | 59   |
| 12   | Filippo Fuligni       | Yamaha          | 10     | 6      | Rit    | 23     | 13     | 7      | 10     | 10     | 14     | 8       | 13      | 14      | 55   |
| 13   | Emanuele Pusceddu     | Ducati          | Rit    | 14     | 29     | 9      | 1      | 9      | Rit    | 21     |        |         | Rit     | 13      | 44   |
| 14   | Mattia Rato           | Ducati          |        |        |        |        |        |        | Rit    | 7      | Rit    | 9       | 8       | 2       | 44   |
| 15   | Bryan D'Onofrio       | Yamaha          | 16     | 13     | 21     | 11     | 8      | 17     | 12     | 9      | 11     | 7       | 14      | 16      | 43   |
| 16   | Biagio Miceli         | Ducati          | 18     | Rit    | 16     | 12     | 19     | 14     | 13     | 12     | 8      | 10      | 10      | 9       | 40   |
| 17   | Emanuele Tonassi      | Ducati          | 19     | 15     | 10     | 7      | [ 60 ] | 20     | 11     | 28     | 22     | 13      | 15      | 11      | 30   |
| 18   | Luigi Montella        | Yamaha          | 12     | 8      |        |        | 15     | Rit    | Rit    | Rit    | 10     | Rit     | 16      | Rit     | 19   |
| 19   | Armando Pontone       | Yamaha          | 11     | 7      | [ 57 ] | [ 57 ] | 23     | 24     | 16     | 11     | Rit    | 18      | 19      | Rit     | 19   |
| 20   | Matteo Patacca        | MV Agusta       | Rit    | 17     | Rit    | Rit    | 9      | 15     | 19     | Rit    | 15     | 19      | 12      | 15      | 14   |
| 21   | Miquel Pons           | Yamaha          |        |        |        |        |        |        |        |        | 7      | Rit     |         |         | 9    |
| 22   | Francesco Prioli      | Yamaha          | 23     | 10     | 14     | 15     | 20     | Rit    | Rit    | Rit    | Rit    | 23      | 20      | 22      | 9    |
| 23   | Michael Canducci      | Kawasaki        | 21     | 12     | Rit    | Rit    | 27     | 11     | 17     | 16     | NV     | Rit     | NV      | NV      | 9    |
| 24   | Roberto Farinelli     | Kawasaki        | 20     | NC     | 15     | 10     | 17     | 16     | 18     | 15     | NV     | NV      | NV      | NV      | 8    |
| 25   | Leonardo Carnevali    | Honda           | Rit    | 22     | 19     | 14     | 14     | 13     | 15     | Rit    | 16     | 16      |         |         | 8    |
| 26   | Andrea Tucci          | Ducati          | 15     | 11     | 17     | 19     | 22     | 18     | Rit    | Rit    | 19     | Rit     | 17      | 18      | 6    |
| 27   | Agostino Santoro      | Kawasaki        | Rit    | Rit    | 11     | 16     | [ 60 ] | 21     | Rit    | 23     | 27     | Rit     |         |         | 5    |
| 28   | Edoardo Aquilano      | Ducati          | 17     | 16     | 13     | 22     | 18     | 23     | 14     | 17     | NP     | NP      |         |         | 5    |
| 29   | Giacomo Mora          | Yamaha          | 13     | NP     |        |        |        |        |        |        |        |         |         |         | 3    |
| 30   | Samuel Di Sora        | Kawasaki        |        |        |        |        |        |        |        |        | 17     | 14      | 18      | Rit     | 2    |
| 31   | Shogo Kawasaki        | Ducati e Yamaha | Rit    | 21     | 22     | 18     | 26     | 28     | Rit    | 20     | 21     | 15      | 22      | Rit     | 1    |
| Pos. | Pilota                | Moto            | 1 MIS1 | 2 MIS2 | 3 VAL1 | 4 VAL2 | 5 MUG1 | 6 MUG2 | 7 MIS1 | 8 MIS2 | 9 MUG1 | 10 MUG2 | 11 IMO1 | 12 IMO2 | P.ti |

| Legenda | 1º posto        | 2º posto            | 3º posto           | A punti      | Senza punti        | Grassetto – Pole position Corsivo – Giro più veloce |
| Legenda | Gara non valida | Non qual./Non part. | Ritirato/Non class | Squalificato | '-' Dato non disp. | Grassetto – Pole position Corsivo – Giro più veloce |

#### Classifica Costruttori[61]
| Pos. | Costruttore | 1 MIS1 | 2 MIS2 | 3 VAL1 | 4 VAL2 | 5 MUG1 | 6 MUG2 | 7 MIS1 | 8 MIS2 | 9 MUG1 | 10 MUG2 | 11 IMO1 | 12 IMO2 | P.ti |
| ---- | ----------- | ------ | ------ | ------ | ------ | ------ | ------ | ------ | ------ | ------ | ------- | ------- | ------- | ---- |
| 1    | Ducati      | 2      | 1      | 3      | 1      | 1      | 1      | 1      | 2      | 1      | 2       | 2       | 2       | 266  |
| 2    | MV Agusta   | 1      | 17     | 2      | 3      | 9      | 3      | 3      | 1      | 2      | 1       | 1       | 1       | 220  |
| 3    | Yamaha      | 5      | 6      | 1      | 4      | 4      | 4      | 2      | 9      | 3      | 4       | 4       | 5       | 175  |
| 4    | Kawasaki    | 20     | 12     | 11     | 10     | 27     | 11     | 17     | 15     | 17     | 14      | 18      | Rit     | 23   |
| 5    | Honda       | Rit    | 22     | 19     | 14     | 14     | 13     | 15     | Rit    | 16     | 16      |         |         | 8    |

### Supersport 300

#### Classifica Piloti[62]
Dove non indicata la nazionalità si intende pilota italiano. Tutte le motociclette in competizione sono equipaggiate con pneumatici forniti dalla Dunlop.
| Pos. | Pilota              | Moto     | 1 MIS1 | 2 MIS2 | 3 VAL1 | 4 VAL2 | 5 MUG1 | 6 MUG2 | 7 MIS1 | 8 MIS2 | 9 MUG1 | 10 MUG2 | 11 IMO1 | 12 IMO2 | P.ti |
| ---- | ------------------- | -------- | ------ | ------ | ------ | ------ | ------ | ------ | ------ | ------ | ------ | ------- | ------- | ------- | ---- |
| 1    | Alfonso Coppola     | Kawasaki | 2      | 2      | 2      | 1      | 3      | 4      | 10     | 1      | 4      | 3       | 6       | 5       | 195  |
| 2    | Emanuele Cazzaniga  | Yamaha   | Rit    | Rit    | 1      | 4      | 2      | 5      | 4      | 3      | 1      | 2       | 1       | 1       | 193  |
| 3    | Giacomo Zannoni     | Kawasaki | 11     | 7      | 4      | 15     | 1      | NC     | 6      | 4      | 2      | 1       | 3       | 4       | 150  |
| 4    | Davide Bollani      | Yamaha   | 4      | 4      | 10     | 5      | 7      | Rit    | 12     | 2      | 3      | 5       | 4       | 3       | 132  |
| 5    | Guido Fina          | Kawasaki | 7      | 8      | 3      | 2      | Rit    | 3      | 5      | Rit    | 9      | 6       | 7       | 7       | 106  |
| 6    | Nicola Plazzi       | Kawasaki | 6      | 5      | 5      | Rit    | 8      | 2      | Rit    | Rit    | 12     | 4       | 5       | 6       | 98   |
| 7    | Chris Wright        | Kawasaki | 5      | 6      | 6      | 3      | 4      | 1      |        |        |        |         |         |         | 85   |
| 8    | Salvatore Germano   | Kawasaki | 13     | 12     | 7      | 6      | Rit    | Rit    | 1      | 11     | 7      | 7       | 9       | Rit     | 81   |
| 9    | Kevin Sabatucci     | Kawasaki | 1      | 1      |        |        |        |        | 3      | 4      |        |         |         |         | 76   |
| 10   | Marco Truoiolo      | Yamaha   | 10     | 14     | 11     | 9      | 5      | Rit    | 2      | Rit    | 10     | 10      | 10      | 9       | 76   |
| 11   | Alex Iannazzo       | Kawasaki | 14     | 10     | 13     | 13     | 9      | 10     | 13     | 5      | 6      | 8       | 8       | Rit     | 67   |
| 12   | Umberto Chiarena    | Yamaha   | 15     | 11     | 9      | 12     | 11     | 6      | 11     | 8      | 13     | 14      | 11      | 8       | 63   |
| 13   | Roy Doti            | Yamaha   | 9      | 16     | 15     | 11     | 10     | 8      | 8      | Rit    | 5      | 11      | Rit     | Rit     | 51   |
| 14   | Alessandro Cervioni | Kawasaki |        |        | 12     | 10     | 12     | 9      | 9      | 10     | Rit    | 16      | 12      | 11      | 43   |
| 15   | Mattia Rato         | Kawasaki |        |        |        |        |        |        |        |        |        |         | 2       | 2       | 40   |
| 16   | Matteo Bonetti      | Kawasaki | 8      | 9      | Rit    | 7      | 6      | Rit    |        |        | Rit    | 13      |         |         | 37   |
| 17   | Óscar Núñez         | Kawasaki | 3      | 3      |        |        |        |        |        |        |        |         |         |         | 32   |
| 18   | Noel Mattioli       | Kawasaki | 12     | 13     |        |        | 13     | Rit    | 7      | 12     |        |         |         |         | 23   |
| 19   | Michele Nappi       | Kawasaki |        |        |        |        |        |        | Rit    | 9      | 14     | 15      | 13      | 10      | 19   |
| 20   | Thomas Goncalves    | Kawasaki |        |        | 8      | 8      |        |        |        |        |        |         |         |         | 16   |
| 21   | Natalia Rivera      | Yamaha   |        |        |        |        |        |        |        |        | 8      | 9       |         |         | 15   |
| 22   | Josephine Bruno     | Kawasaki |        |        |        |        | SQ     | 5      |        |        |        |         |         |         | 11   |
| 23   | Andrea Sorrenti     | Yamaha   |        |        |        |        |        |        | NP     | 7      |        |         |         |         | 9    |
| 24   | Angelo Mottola      | Yamaha   |        |        |        |        |        |        |        |        | 11     | 12      |         |         | 9    |
| 25   | Fabio Zanellato     | Kawasaki | Rit    | 15     | 14     | 14     | 14     | Rit    |        |        |        |         |         |         | 7    |
| 26   | Vittorio Galbero    | Kawasaki |        |        |        |        |        |        |        |        |        |         | 14      | 12      | 6    |
| 25   | Alberto Crippa      | Yamaha   |        |        |        |        |        |        | NP     | 13     |        |         | 15      | NP      | 4    |
| 26   | Lorenzo La Sorsa    | Kawasaki |        |        |        |        |        |        |        |        | 15     | Rit     | NP      | NP      | 1    |
| NC   | Bruno Joy           | Kawasaki | 16     | NP     |        |        |        |        |        |        |        |         |         |         | 0    |
| -    | Manuel Bastianelli  | Kawasaki |        |        | NP     | NP     |        |        |        |        |        |         |         |         | 0    |
| Pos. | Pilota              | Moto     | 1 MIS1 | 2 MIS2 | 3 VAL1 | 4 VAL2 | 5 MUG1 | 6 MUG2 | 7 MIS1 | 8 MIS2 | 9 MUG1 | 10 MUG2 | 11 IMO1 | 12 IMO2 | P.ti |

| Legenda | 1º posto        | 2º posto            | 3º posto           | A punti      | Senza punti        | Grassetto – Pole position Corsivo – Giro più veloce |
| Legenda | Gara non valida | Non qual./Non part. | Ritirato/Non class | Squalificato | '-' Dato non disp. | Grassetto – Pole position Corsivo – Giro più veloce |

#### Classifica Costruttori[63]
| Pos. | Costruttore | 1 MIS1 | 2 MIS2 | 3 VAL1 | 4 VAL2 | 5 MUG1 | 6 MUG2 | 7 MIS1 | 8 MIS2 | 9 MUG1 | 10 MUG2 | 11 IMO1 | 12 IMO2 | P.ti |
| ---- | ----------- | ------ | ------ | ------ | ------ | ------ | ------ | ------ | ------ | ------ | ------- | ------- | ------- | ---- |
| 1    | Kawasaki    | 1      | 1      | 2      | 1      | 1      | 1      | 1      | 1      | 2      | 1       | 2       | 2       | 280  |
| 2    | Yamaha      | 4      | 4      | 1      | 4      | 2      | 5      | 2      | 2      | 1      | 2       | 1       | 1       | 230  |

### Moto3

#### Classifica Piloti[64]
Dove non indicata la nazionalità si intende pilota italiano. Tutte le motociclette in competizione sono equipaggiate con pneumatici forniti dalla Dunlop.
| Pos. | Pilota                      | Moto            | 1 MIS1 | 2 MIS2 | 3 VAL1 | 4 VAL2 | 5 MUG1 | 6 MUG2 | 7 MIS1 | 8 MIS2 | 9 MUG1 | 10 MUG2 | 11 IMO1 | 12 IMO2 | P.ti |
| ---- | --------------------------- | --------------- | ------ | ------ | ------ | ------ | ------ | ------ | ------ | ------ | ------ | ------- | ------- | ------- | ---- |
| 1    | Marcos Ruda                 | 2WheelsPoliTo   | 1      | 1      | 1      | 1      | 1      | 1      | 3      | 1      | 2      | 2       | Rit     | 1       | 256  |
| 2    | Cristian Lolli              | BeOn            | 3      | 3      | 2      | 3      | 4      | 3      | 1      | 3      | 3      | 3       | Rit     | 2       | 190  |
| 3    | Elia Bartolini              | --              | 2      | 2      | Rit    | 2      | 2      | 2      | Rit    | 2      | 1      | 1       | [ 65 ]  | [ 65 ]  | 170  |
| 4    | Erik Michielon              | BeOn            | 13     | NP     | 3      | 7      | 3      | 4      | 5      | 4      | Rit    | Rit     | 1       | 6       | 116  |
| 5    | Valentino Casalboni         | BeOn            | 10     | 7      | Rit    | 9      | 6      | 6      | 7      | 6      | 5      | 6       | 2       | 4       | 115  |
| 6    | Emanuele Andrenacci         | BeOn            | 5      | Rit    | 5      | 8      | 7      | 10     | 2      | 8      | 8      | 8       | 8       | 5       | 108  |
| 7    | Valentino Sponga            | BeOn            | 7      | 6      | 7      | 10     | 5      | 7      | 10     | 7      | 7      | 9       | 5       | 8       | 104  |
| 8    | Jacopo Villani              | Honda           | 4      | 4      | Rit    | 13     | 11     | Rit    | 4      | 5      | 4      | 5       | Rit     | 12      | 86   |
| 9    | Pierfrancesco Venturini     | BeOn            | 8      | Rit    | Rit    | 4      | Rit    | 5      | Rit    | Rit    | 6      | 4       | 3       | 7       | 80   |
| 10   | Michele Amadori             | BeOn            | 9      | 5      | 6      | 12     | 9      | 11     | 8      | 10     | Rit    | 11      | 7       | 10      | 78   |
| 11   | Daniel Da Lio               | 2WheelsPoliTo   | 6      | Rit    | Rit    | Rit    | 8      | 8      | 11     | 9      | Rit    | 7       | 4       | 9       | 67   |
| 12   | Samuele Baldi               | Brevo           | 12     | 8      | 8      | 6      | Rit    | 9      |        |        | Rit    | Rit     | 6       | 11      | 52   |
| 13   | Lorenzo Ventura             | --              |        |        |        |        | 10     | 12     | 9      | 11     | 9      | 10      | NP      | NP      | 36   |
| 14   | Edoardo Liguori             | BeOn            | Rit    | NP     | 4      | 5      |        |        |        |        |        |         |         |         | 24   |
| 15   | Kristian Anthony Danuel Jr. | TM              |        |        |        |        |        |        |        |        |        |         | Rit     | 3       | 16   |
| 16   | Simone Serinaldi            | --              |        |        |        |        |        |        | 6      | Rit    |        |         |         |         | 10   |
| 16   | Daniele Galloni             | Phantom         | 11     | Rit    | Rit    | Rit    | 12     | Rit    |        |        |        |         |         |         | 9    |
| 17   | Cesare Tiezzi               | Phantom         |        |        |        |        |        |        |        |        |        |         | 9       | NP      | 7    |
| 17   | Alex Millian                | Phantom         | Rit    | 9      |        |        |        |        |        |        |        |         |         |         | 7    |
| 18   | Vittorio Volpato            | Bucci Moto e -- | Rit    | Rit    | Rit    | 11     | Rit    | Rit    | Rit    | Rit    | Rit    | Rit     |         |         | 5    |
| NC   | Edoardo Bertola             | RG Moto         | Rit    | Rit    | Rit    | Rit    |        |        | Rit    | Rit    |        |         |         |         | 0    |
| -    | Luca Maria Casalgrande      | Phantom         |        |        |        |        |        |        |        |        | Rit    | Rit     |         |         | 0    |
| -    | Edoardo Michele Boggio      | BeOn            |        |        |        |        |        |        |        |        |        |         | NV      | NP      | 0    |
| Pos. | Pilota                      | Moto            | 1 MIS1 | 2 MIS2 | 3 VAL1 | 4 VAL2 | 5 MUG1 | 6 MUG2 | 7 MIS1 | 8 MIS2 | 9 MUG1 | 10 MUG2 | 11 IMO1 | 12 IMO2 | P.ti |

| Legenda | 1º posto        | 2º posto            | 3º posto           | A punti      | Senza punti        | Grassetto – Pole position Corsivo – Giro più veloce |
| Legenda | Gara non valida | Non qual./Non part. | Ritirato/Non class | Squalificato | '-' Dato non disp. | Grassetto – Pole position Corsivo – Giro più veloce |

#### Classifica Costruttori[66]
| Pos. | Costruttore   | 1 MIS1 | 2 MIS2 | 3 VAL1 | 4 VAL2 | 5 MUG1 | 6 MUG2 | 7 MIS1 | 8 MIS2 | 9 MUG1 | 10 MUG2 | 11 IMO1 | 12 IMO2 | P.ti |
| ---- | ------------- | ------ | ------ | ------ | ------ | ------ | ------ | ------ | ------ | ------ | ------- | ------- | ------- | ---- |
| 1    | 2WheelsPoliTo | 1      | 1      | 1      | 1      | 1      | 1      | 3      | 1      | 2      | 2       | 4       | 1       | 269  |
| 2    | BeOn          | 3      | 3      | 2      | 3      | 3      | 3      | 1      | 3      | 3      | 3       | 1       | 2       | 218  |
| 3    | Honda         | 4      | 4      | Rit    | 13     | 11     | Rit    | 4      | 5      | 4      | 5       | Rit     | 12      | 86   |
| 4    | Brevo         | 12     | 8      | 8      | 6      | Rit    | 9      |        |        | Rit    | Rit     | 6       | 11      | 52   |
| 5    | Phantom       | 11     | 9      | Rit    | Rit    | 12     | Rit    |        |        | Rit    | Rit     | 9       | NP      | 23   |
| 6    | TM            |        |        |        |        |        |        |        |        |        |         | Rit     | 3       | 16   |
| 7    | Bucci Moto    | Rit    | Rit    | Rit    | 11     |        |        |        |        |        |         |         |         | 5    |
| NC   | RG Moto       | Rit    | Rit    | Rit    | Rit    |        |        | Rit    | Rit    |        |         |         |         | 0    |
| -    | --            | NV     | NV     | NV     | NV     | NV     | NV     | NV     | NV     | NV     | NV      | NP      | NP      | 0    |

## Sistema di punteggio
| Pos.  | 1  | 2  | 3  | 4  | 5  | 6  | 7 | 8 | 9 | 10 | 11 | 12 | 13 | 14 | 15 | 16> |
| Punti | 25 | 20 | 16 | 13 | 11 | 10 | 9 | 8 | 7 | 6  | 5  | 4  | 3  | 2  | 1  | 0   |